# رومان جوبيل
رومان جوبيل (بالفرنسية: Romain Goupil )‏ (و. 1951 – م) هو كاتب سيناريو، وممثل، ومخرج سينمائي من فرنسا . ولد في باريس .

## التعليم
تعلم في مدرسة كوندرست

## روابط خارجية
- رومان جوبيل على موقع IMDb (الإنجليزية)
- رومان جوبيل على موقع ألو سيني (الفرنسية)
- رومان جوبيل على موقع أول موفي (الإنجليزية)
- رومان جوبيل على موقع قاعدة بيانات الأفلام السويدية (السويدية)
- رومان جوبيل على موقع قاعدة بيانات الفيلم (الإنجليزية)
- رومان جوبيل على موقع كينوبويسك (الروسية)